# Čestná stráž prezidenta Slovenské republiky

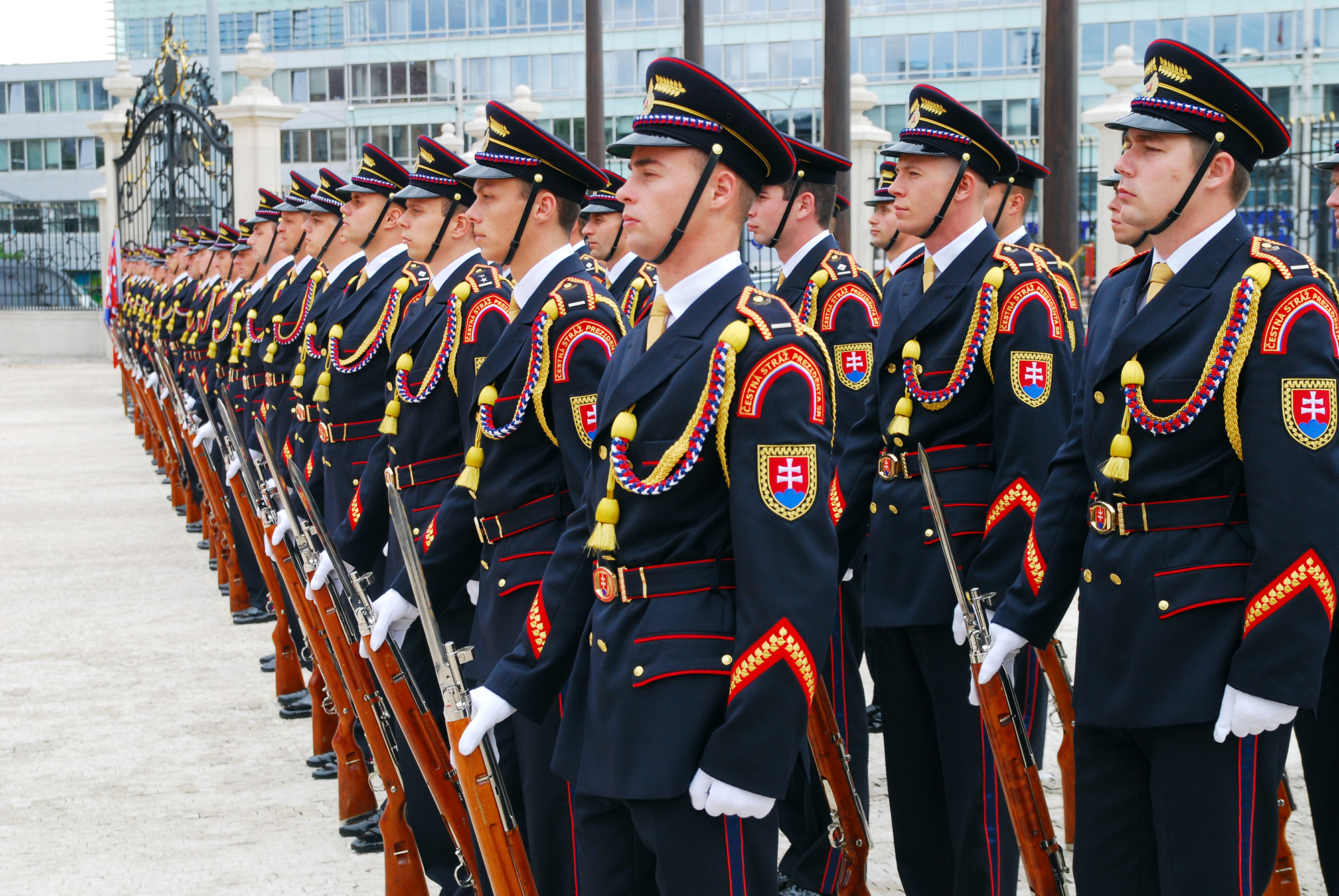
Nastoupená čestná stráž

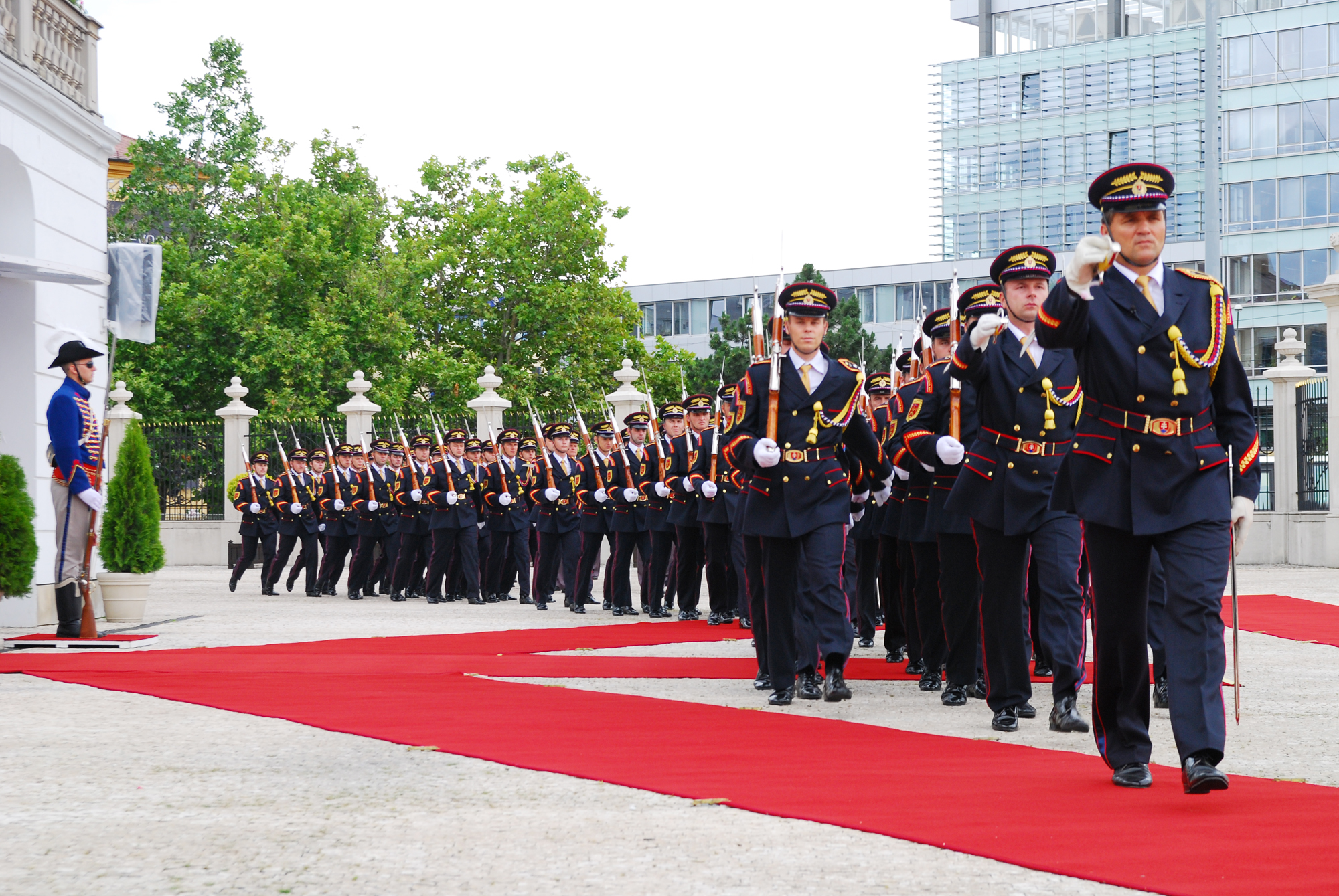
Pochodující čestná stráž

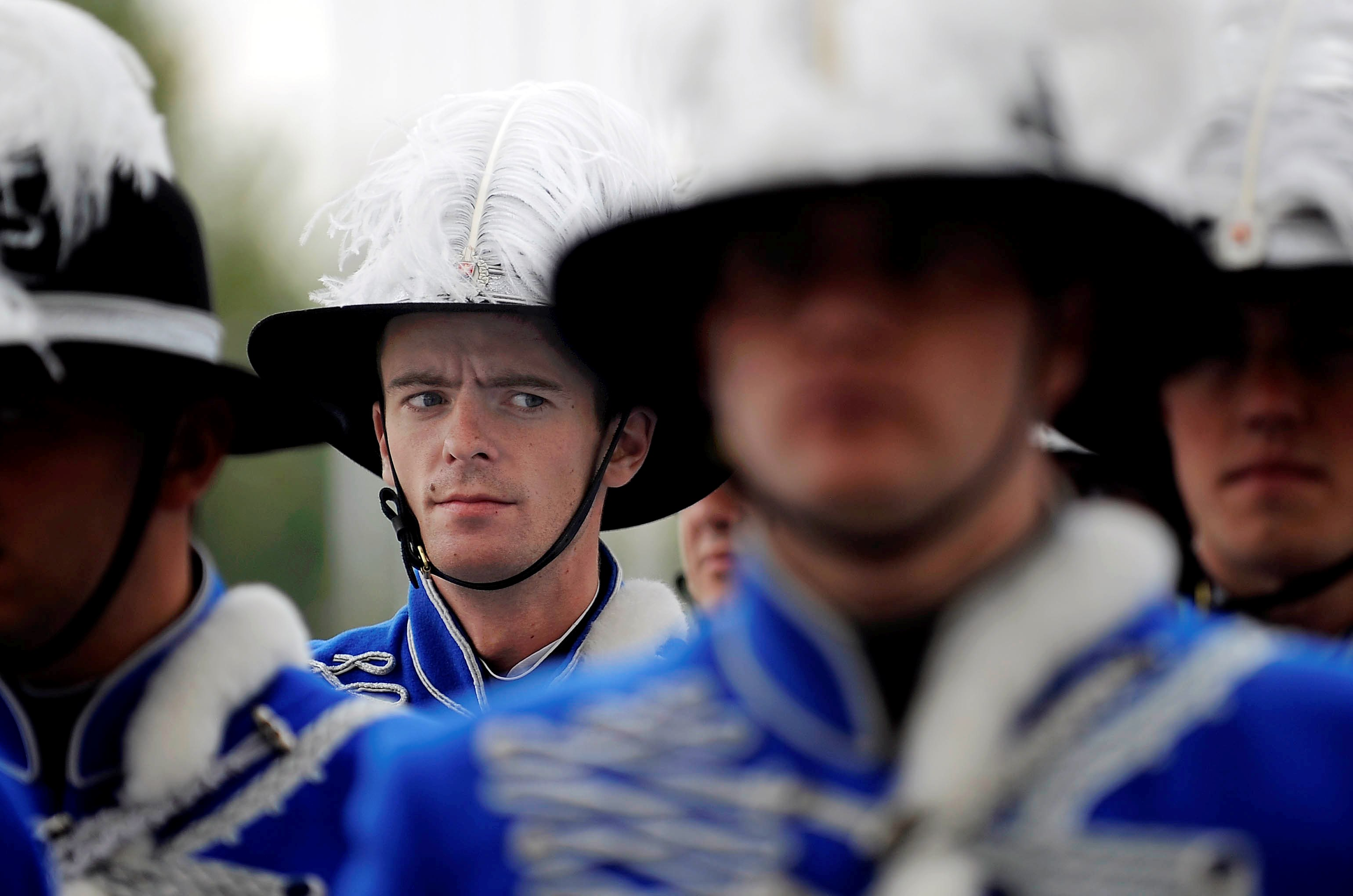
Příslušníci slovenské čestné stráže

Čestná stráž prezidenta Slovenské republiky (slovensky Čestná stráž prezidenta Slovenskej republiky) je útvar Ozbrojených sil Slovenské republiky. Jeho „dominantní úkolem je reprezentace prezidenta Slovenské republiky, ozbrojených sil Slovenské republiky a Slovenské republiky“. Útvar poskytuje vojenské pocty při návštěvách prezidenta a v čase válečného nebo nouzového stavu zajišťuje ochranu prezidenta a jeho sídla. Velitelem Čestné stráže je od roku 2022 plk. Ing. Miroslav Ištván. Nadřazenou jednotkou je Vojenská kancelář prezidenta Slovenské republiky.

## Výkon stráže
Čestné hlídání se provádí po celou dobu přítomnosti prezidenta v prezidentském paláci, zpravidla v pracovních dnech od 8.00 do 18.00. Střídání strážných se koná každých 60 minut, každou celou hodinu. Hlavní střídání stráží se koná v pracovní dny ve 12.00 hodin. Útvar je podřízen náčelníku Vojenské kanceláře prezidenta SR. Personální stav zaměstnanců a vojáků vojenské kanceláře, jejich rozmístění a členění určuje prezident. Vojáci a zaměstnanci vojenské kanceláře nejsou personálně začleněni do Kanceláře prezidenta.
K přijetí do útvaru Čestné stráže prezidenta Slovenské republiky platí podmínky přijetí do Ozbrojených sil a podmínky výšky mezi 182 a 187 cm, absence potřeby brýlí, kosmetických vad na obličeji a viditelného tetování.

## Historie
První čestná jednotka, 318. strážní prapor, byla v Bratislavě zřízena na základě rozkazu Ministerstva národní obrany ze dne 27. října 1968. Kromě čestné stráže prováděla i strážní službu v posádkách a vojenské pohřby. Po vzniku Slovenska byl prapor transformován na Pluk hradní a čestné stráže. Jeden z praporů vykonával prezidentskou čestnou stráž, druhý prapor poskytoval protokolární služby pro dalších vysoké ústavní a vojenské představitele. Prapor Hradní stráže oficiálně vznikl 1. března 1993. Od 2. března 1993 své úkoly vykonával na Bratislavském hradě, od 2. července toho roku v nových uniformách. Působiště praporu se přesunulo do Primaciálního paláce k 24. listopadu 1993 a od 30. září 1996 do nynějšího Prezidentského paláce. K 1. srpnu 2001 vznikl samostatný útvar Čestné stráže prezidenta Slovenské republiky.

## Uniforma a výzbroj
Historická uniforma Čestné stráže se při hlídání využívá od 16. června 2003. Uniforma vychází z uniformy slovenských dobrovolníků z roku 1848, její barevnost ze slovenské trikolory. Uniforma také obsahuje prvky slovenské lidové tvorby: klobouk s perem a šňůrové ornamenty. Vojenské hodnosti nositelů jsou označeny červenými výložkami. Důstojníci jsou odlišeni „kurýrními taškami s výšivkou národního symbolu“. Uniformu navrhly Ľubica Jarjabková a Helena Jurikovičová. Nejnovější druh slavnostní uniformy, používané při oficiálních akcích byl zaveden v roce 2008. Používá se v jarní, letní, zimní a slavnostní verzi. Střih uniformy je založen na civilním oděvu. Barevnost návrhu Heleny Jurkovičové vychází z modré a šedé, které byly v roce 1848 na základě slovenského kroje koncipované jako slovenské barvy.
Důstojníci Čestné stráže jsou vyzbrojeni šavlí dlouhou 985 mm. Čepel je z ušlechtilé oceli, pochva ze smrkového dřeva potaženého kůží. Mužstvo je při zvláštních příležitostech vyzbrojené křesadlovou puškou s hlavní dlouhou 1080 mm. Útvar také používá samonabíjecí pušku vzoru 52 a pušku vzoru 52/57, obě československé výroby.

## Kritika
V srpnu 2012 se na čestnou stráž zvedla vlna kritiky když na oslavách Slovenského národního povstání v Banské Bystrici podle vyjádření tisku „hopsala“ do rytmu písniček, jejichž anglický text obsahuje vulgarismy. Stráž při oslavách použila „They Don't Care About Us“ od Michaela Jacksona či hit DJ Antoine „Welcome to St. Tropez“. Mluvčí prezidenta, Marek Trubač, se vyjádřil, že účelem použití této hudby byl „fakt, aby bylo vystoupení atraktivní pro mladší generaci“.